# Oblast de Odessa
Oblast de Odessa (ucraniano: Оде́ська о́бласть; romaniz.: Odes'ka oblast') é uma região (oblast) da Ucrânia, sua capital é a cidade de Odessa.
A região foi formalmente criada em 27 de fevereiro de 1932 e, por curto período, entre 1941 e 1944, foi anexada ao Reino da Romênia como parte do Governatorato da Transnístria.
A região ocupa uma superfície de 33 000 km², o que equivale a 5,5% do atual território do país. Em 1 de janeiro de 2003 a população foi estimada em 2 400 000 habitantes, isto é, cerca de 5% da população total do país. Devido à história da região, o oblast possui uma grande diversidade étnica. O censo de 2001 indica que 62,8% da população é de origem ucraniana(principalmente ao norte); 20,7% russa; 6,1% búlgara; 5% moldava; 1,1% gagauza;  0,5% judia; 0,3% arménia; 0,2% cigana.
O oblast inclui hoje a parte sul do território histórico da Bessarábia chamado Budjac, que antes havia sido anexado em 1918 pela Romênia e recuperado pela União Soviética em 1940, devido ao Pacto Molotov-Ribbentrop.
Maiores cidades em termos populacionais:
- Odessa
- Artsyz
- Balta
- Billaivka
- Bilhorod-Dnistrovsky
- Bolgrad
- Ilichovsk
- Izmail
- Kilia
- Kotovsk
- Reni
- Tatarbunary